# Ralph Lingen
Pour les articles homonymes, voir Lingen (homonymie).
Ralph Robert Wheeler Lingen (19 décembre 1819 - 22 juillet 1905) est un fonctionnaire anglais.

## Jeunesse et éducation
Lingen est né à Birmingham, où son père est dans les affaires. Il est le petit-fils de Ralph Lingen, membre du Wadham College, Oxford, et est un descendant d'Elisabeth de Burgh (d. 1522). Il fait d'abord ses études à la Bridgnorth Grammar School, puis au Trinity College d'Oxford en 1837. Il remporte les bourses Irlande (1838) et Hertford (1839); et après avoir pris une première classe en Literae Humaniores (1840),  il est élu membre du Balliol College (1841). Il remporte ensuite le Chancellor's Latin Essay (1843) et la Eldon Law Scholarship (1846) .

## Carrière
Après avoir enseigné comme maître assistant à Rugby School il entre aux Inns of Court en tant qu'avocat au Lincoln's Inn. Il est admis au barreau en 1847 ; mais au lieu d'exercer la profession d'avocat, il accepte un poste à l'Office de l'éducation. C'est dans ce rôle qu'il s'implique dans l'épisode des Blue Books de 1847 en 1847-8 au cours duquel son dédain pour les Gallois est apparent.
Après une courte période, il est choisi en 1849 pour succéder à James Kay-Shuttleworth comme secrétaire ou haut fonctionnaire permanent. Il conserve ce poste jusqu'en 1869. Le Bureau de l'éducation de l'époque administre un système quelque peu chaotique de subventions gouvernementales aux écoles locales, et Lingen se distingue par une discrimination et une économie rigide, qualités qui caractérisent toute sa carrière. Lorsque Robert Lowe (lord Sherbrooke) devient, à titre de vice-président du conseil, son chef parlementaire, Lingen travaille avec lui à la rédaction du Code révisé de 1862 qui incorpore le « paiement au résultat » ; mais le département de l'éducation se heurte à des critiques défavorables et, en 1864, le vote de censure au parlement qui provoque la démission de Lowe, fondé (mais à tort) sur une prétendue « édition » des rapports des inspecteurs d'écoles, est inspiré par un certain antagonisme envers celui de Lingen également, autant qu'aux méthodes de Lowe .
Peu de temps avant l'introduction de la loi Forster sur l'éducation de 1870, Lingen est muté au poste de secrétaire permanent du Trésor. Dans cette fonction, qu'il occupe jusqu'en 1885, il se révèle un gardien des plus efficaces des deniers publics, et il est une aide précieuse pour les chanceliers successifs de l'échiquier. On disait autrefois que la meilleure recommandation pour un secrétaire au trésor était de savoir dire « non » si désagréablement que personne ne solliciterait à nouveau. Lingen est en tout cas un résistant le plus victorieux aux prétentions importunes, et ses incontestables talents de financier et un sens de la parcimonie. En 1885, il prend sa retraite. Il est fait chevalier de l'ordre du bain en 1869 et commandeur en 1878, et à sa retraite, il est élevé à la pairie en tant que baron Lingen, de Lingen dans le comté de Hereford. En 1889, il est nommé l'un des premiers échevins du nouveau London County Council, mais il démissionne en 1892 à cause d'une surdité croissante. Son portrait contient les armes héraldiques du Trinity College et non ses armes personnelles qui sont enregistrées dans la pairie de Burke et autour de son cou pend son ordre de chevalerie KCB.

## Vie privée
Lord Lingen épouse Emma, fille de Robert Hutton, en 1852. Il n'y a pas d'enfants du mariage. Il meurt en juillet 1905, à l'âge de 85 ans, et est enterré au cimetière de Brompton, à Londres. La tombe se trouve du côté ouest de la cocarde centrale fermée. La pairie s'éteint avec lui.
Lady Emma Lingen est décédée en janvier 1908  et est enterrée avec lui.

## Sources
- Ralph Lingen, secrétaire du ministère de l'Éducation 1849-1870, par AS Bishop. British Journal of Educational Studies, Vol. 16, n° 2 (juin 1968), pp. 138-163. Publié par : Blackwell Publishing au nom de la Society for Educational Studies.